# Richard Condon
Richard Thomas Condon (18 de març de 1915 – 9 d'abril de 1996) fou un novel·lista polític estatunidenc. Encara que les seves obres eren satíriques, se solien transformar en thrillers o semithrillers quan es traspassaven a altres formats, com el cinema. Tots els seus 26 llibres els va escriure en el seu estil personal, que combinava un ritme ràpid, cops d'efecte, i humor freqüent, tot centrant-se de manera gairebé obsessiva en la cobdícia monetària i la corrupció política. Condon mateix va dir una vegada: "Tots els llibres que he escrit tracten de l'abús de poder. Em desperta sentiments molt potents. Vull que la gent sàpiga fins a quin punt els polítics els fan mal." Els llibres de Condon eren de tant en tant èxits de vendes i d'alguns se'n van fer pel·lícules; se'l recorda sobretot per The Manchurian Candidate de 1959 i, molts anys més tard, una sèrie de quatre novel·les sobre una família de gàngsters de Nova York de nom Prizzi.
L'estil de Condon era reconegut per les seves trames complexes, la fascinació per les curiositats, i l'odi als poderosos; almenys dos dels seus llibres contenien versions poc dissimulades de Richard Nixon. Els seus personatges solen ser moguts per una obsessió, normalment sexual o política, i per la lleialtat a la família. Les seves trames tenen sovint elements de la tragèdia clàssica, i els protagonistes acaben destruint el que estimen per culpa del seu orgull. Alguns dels seus llibres, especialment Mile High (1969), es poden descriure millor com a història secreta. And Then We Moved to Rossenarra és una narració humorística i autobiogràfica dels diferents llocs del món on havia viscut i el seu trasllat amb la seva família durant la dècada de 1970 a Rossenarra, Kilkenny, Irlanda.

## Primers anys
Va néixer a Nova York, i va anar a un institut del Bronx.
Després de treballar a la Marina Mercant dels Estatus Units, Condon va aconseguir un cert èxit com a publicista i agent a Hollywood. Condon va passar-se a l'escriptura l'any 1957. En aquell moment treballava fent anuncis per a la United Artists, i es queixava que estava perdent el temps a Hollywood i volia escriure una novel·la. Sense que ell ho sabés, el seu cap, Max E. Youngstein, li va anar deduint diners de la seva paga, i al cap d'un any el va acomiadar, retornant-li els diners que havia deduït en forma d'un compte bancari a Mèxic i la clau d'una casa amb vistes al mar, també a Mèxic. Youngstein li va dir que escrigués el seu llibre. La seva segona novel·la, The Manchurian Candidate (1959), estava dedicada a Youngstein i se'n va fer una pel·lícula d'èxit, El missatger de la por.

## Tema bàsic que recorre tots els llibres de Condon
A Mile High, la seva vuitena novel·la, que tracta sobre com un sol gàngster totalment despietat, de nom Eddie West imposa la Llei Seca a un poble incaut, Condon resumeix el tema de tots els seus llibres en un únic cri de coeur ple de ràbia:
La Llei Seca va fusionar les tendències nacionals a fer-ho tot de qualsevol manera dels primers temps de la república amb una ànsia de violència i de diners fàcils més modern i altament organitzada. Va fusionar la necessitat de massacrar un milió dos-cents mil indis americans i deu milions de búfals americans, els linxaments, els aldarulls dels reclutes, els aldarulls del pa, els aldarulls de l'or, i els aldarulls racials, les guerres constants, les rates més grans dels pitjors barris, la boxa i el futbol, la música més alta, la premsa més estrident i explotadora, amb tota la promesa meravellosa de demà i demà, sempre arrossegant la gran nació cap avall, cap a més violència i més morts innecessàries, cap a una celebració de la no-vida més nova i més positiva, tot plegat perquè la gent salvatge i de ment senzilla es pogués educar en grans frenesís per entendre que el poder i els diners són els únics objectes desitjables en aquesta vida.

## "Manchurian Candidate"
Encara que potser no va encunyar aquest terme Condon mateix, la manera com el va utilitzar va fer que es convertís en un terme usual en la llengua anglesa. Frank Rich, per exemple, en una columna d'opinió al The New York Times del 17 d'agost de 2008, va escriure sobre Barack Obama amb una referència a una actriu coneguda i un element famós de la trama (que no capta bé) a la primera versió cinematogràfica del llibre de Condon de 1959:
[Obama] ha quedat liquidat per aquest anunci amb la Britney [Spears] i la Paris [Hilton] i una nova crisi internacional que permet que [John] McCain torni a demostrar la seva reputació militar com a Manchurian Candidate. Que els neocons identifiquiin un nou camp de batalla per començar la III Guerra Mundial... i McCain continua amb el programa com si Angela Lansbury li acabés de passar la Reina de Cors.

## "La ficció de la informació"
Les obres de Condon es fan difícils de categoritzar amb precisió: una crítica de la revista Time de 1971 explicava que "Condon no fou mai un escriptor satíric: era un aldarull en una fàbrica de sàtira. Bolcava la seva ràbia contra la civilització occidental i totes i cadascuna de les seves obres. Va esbudellar el Tercer Reich, els amants del formatge, els columnistes de la premsa rosa i l'star system de Hollywood amb el mateix frenesí total." El titular de la seva necrològica al The New York Times l'anomenava "novel·lista polític", però continuava dient que, "Novel·lista és un terme massa limitat per encabir el món de Mr. Condon. També era un visionari, un conjurador còmic amb humor negre, un estudiant de la mitologia americana i un mestre de les teories de la conspiració, com va demostrar clarament a 'The Manchurian Candidate.'" Encara que els seus llibres combinaven molts elements diferents, i fins i tot de vegades fantasia i ciència-ficció, eren, per damunt de tot, escrits per a entretenir el públic en general. No obstant, tenia un menyspreu, una ràbia, i fins i tot un odi genuïns per a moltes de les corrupcions polítiques que veia tan prevalents en la vida americana. L'any 1977, va dir que:
...la gent està sent manipulada, explotada, assassinada pels seus servents, que han convençut aquestes poblacions salvatges, de ment senzilla, que són els seus amos, i això fa mal de cap, si hi penses. La gent accepta servents com a amos. Les meves novel·les només són persuasions entretingudes per aconseguir que la gent pensi en altres categories.
Amb les seves llargues llistes de curiositats absurdes i la seva "mania per detalls absoluts", Condon fou, juntament amb Ian Fleming, un dels primers exemples del que va anomenar Pete Hamill en una crítica al New York Times, "els practicants del que es podria anomenar el Nou Novel·lisme... Condon aplica una densa teranyina de fets a la ficció.... Podria haver-hi en realitat dues menes de ficció: la ficció de la sensibilitat i la ficció de la informació... Com a practicant de la ficció de la informació, no hi ha ningú que li faci ombra."

## Peculiaritats i característiques
Condon atacava els seus objectius de tot cor però amb un estil i enginy totalment originals que feien reconeixible instantàniament gairebé qualsevol paràgraf dels seus llibres. En una crítica d'una de les seves obres a l{{'}International Herald Tribune, el dramaturg George Axelrod (The Seven Year Itch, Will Success Spoil Rock Hunter), que havia col·laborat amb Condon en el guió de El missatger de la por, va escriure:
L'arribada d'una novel·la nova de Richard Condon és com una invitació a una festa.... el vigor absolut de la prosa, la bogeria dels seus símils, la follia de les seves metàfores, la seva joia infecciosa, gairebé infantil, per compondre frases complexes que acaben amb una explosió final com els cigars de broma és alhora engrescador i esgotador, com hauria de ser tota bona festa.

### Metàfores i símils
Un bon exemple de la "follia de les seves metàfores" es pot prendre de la seva novel·la de 1975, Money Is Love: "Mason va inhalar prou fum de cànnabis com perquè un apatxe lipan amb una manta pogués utilitzar-lo per transmetre l'obra completa de Tennyson."
A The Manchurian Candidate tenim:
Els efectes dels narcòtics, tècniques i suggestions... van aconseguir un resultat que s'aproximava a l'impacte que podria haver tingut gastar tot un pot de vint-i-cinc centaus de crema reparadora F. W. Woolworth per fer desaparèixer un portaavions de la classe Forrestal untant-ne el blindatge. (En l'original, es juga amb el doble sentit de vanishing cream, que es pot interpretar com a crema reparadora o crema de fer desaparèixer)

### Llistes i curiositats
Condon també tenia molta tirada a fer llargues i detallades llistes de curiositats que, encara que són amb prou feines pertinents al tema, són gairebé sempre un exercici d'exageració alegre i esperit jovial. A An Infinity of Mirrors, per exemple, els assistents a l'enterrament d'un famós actor francès, i amant notable, es descriuen com:
Set ballarines de ballet d'un sorprenent espectre d'edats eren al costat de la tomba. Actrius de pel·lícules, òpera, music hall, el teatre, ràdio, carnavals, circs, pantomimes i d'exhibicions indecents ploraven a la primera fila. També hi havia líders de la societat, científiques, polítiques, maniquins, costureres, noies de l'exèrcit de Salvació, totes les seves esposes menys una, una lluitadora de lluita lliure, una torera, vint-i-tres pintores, quatre escultores, una empleada d'un rentacotxes, dependentes, lladres de botigues, compradores i comprades; una ajudant del zoo, dues coristes, una taquillera del metro de l'estació del Bois de Vincennes, quatre guanyadores d'un concurs de bellesa, una cambrera; les mares dels fills, les mares dels homes, les àvies dels fills i les àvies dels homes; i el públic femení en general, menys especialitzat, que havia vingut d'onze països europeus, dones que potser només havia pessigat o besat distretament mentre passava enfeinat per la seva vida. En van venir dues mil vuit-centes setanta, més onze amics mascles del finat.
Parlant de The Whisper of the Axe a la columna de llibres diària del divendres 21 de maig de 1876, al New York Times, Richard R. Lingeman alabava el llibre en concret i Condon en general per la seva "extravagància d'invenció que li és única".
No tothom s'emocionava amb els trucs de Condon, però. En una llarga crítica al Times del diumenge, tot just dos dies després de la de Lingeman, Roger Sale esbudellava Condon, dient que era un escriptor de "manuals" en general, aquell llibre en concret, i el costum de Condon de fer servir llistes: "Se'n fa molt amb nombres triats arbitràriament per simular precisió falsament".

### Noms reals als seus llibres
Tots els llibres de Condon tenen, en un grau desconegut, els noms de gent real com a personatges, generalment menors o perifèrics. El més comú, que apareix en gairebé tots els seus llibres, és alguna variació de Franklin M. Heller. Entre ells hi ha F.M. Heller, Frank Heller, Franz Heller, Marxie Heller, i F. Marx Heller. El Heller real era realitzador de televisió a Nova York els anys 50, 60 i 70, que al principi vivia a Long Island i després es va traslladar a una casa a Rockrimmon Road a Stamford, Connecticut. A partir de Mile High el 1969, també van començar a aparèixer mencions d'una Rockrimmon Road o Rockrimmon House a les novel·les. Quan es va fer gran, Heller es va deixar una barba blanca espessa i es va aficionar a brodar—dos trets que els Heller de ficció compartien, de vegades amb efectes ridículs, com quan un empedreït Almirall Heller apareix donant ordres mentre està concentrat en un brodat. El Heller real va fer un brodat que representava la mansió d'Irlanda on vivia Condon en aquella època. A L'Honor dels Prizzi, Marxie Heller és un gàngster i víctima d'assassinat; a Prizzi's Family, Franklin Heller és alcalde de Nova York; a Prizzi's Glory, es menciona l'Administració Heller, implicant que és president dels Estats Units.
Condon era un gran amic de l'actor Allan Melvin, i li havia escrit un número de night-club. Després, Condon va fer de publicista per la sèrie The Phil Silvers Show (també coneguda com a "Sgt. Bilko"), on Melvin tenia el paper de caporal Henshaw. El nom de Melvin apareix en uns quants llibres de Condon; el més destacat és el sicari Al (el llau er) Melvini a "Prizzi's Honor" (un joc amb el personatge "Al el llauner" que havia interpretat Melvin en una sèrie d'anuncis). A The Manchurian Candidate, excepte Marco, Shaw i Mavole, tots els membres de l'escamot de Marco tenen noms de l'equip de la sèrie "Bilko": (Nat) Hiken, (Maurice) Gosfield, (Jimmy) Little, (Phil) Silvers, (Allan) Melvin, (Mickey) Freeman i (Harvey) Lembeck.
A la novel·la Prizzi's Honor, es parla un cop d'un policia de Nova York que es diu McCarry; l'escriptor de thrillers polítics Charles McCarry era amic de Condon i, com a antic agent de la CIA, de vegades l'ajudava com a expert en espionatge.
En alguns llibres hi apareix un personatge anomenat Keifetz, i sembla que el nom ve de Norman Keifetz, un escriptor de Nova York que va escriure una novel·la sobre un jugador de beisbol anomenada The Sensation, que estava dedicada a Condon.
A.H. Weiler, un crític cinematogràfic del The New York Times, fou un altre amic de Condon que va fer aparicions a les seves novel·les, normalment com a Abraham Weiler però de vegades com a Dr. Abe Weiler.
A The Oldest Confession, un personatge dina en un bistrot de París i té una trobada breu amb dues persones que juguen als escacs al bar, "Buchwald i Nolan, peons de diari i d'aerolínia respectivament". Buchwald es refereix a Art Buchwald, el famós columnista periodístic, que en el moment de la publicació del llibre, encara treballava a l'The International Herald-Tribune, que es publicava a París, on Condon també havia viscut a la dècada de 1950. La identitat del Nolan, però, encara es desconeix.

## Carrera cinematogràfica
Va treballar durant molts anys en publicitat a Hollywood per a Walt Disney i altres estudis, i va començar a escriure quan ja era relativament madur. La seva primera novel·la, The Oldest Confession, es va publicar quan tenia 43 anys. Les exigències de la seva carrera amb United Artists—promocionant pel·lícules com ara Orgull i passió i Un rei per a quatre reines—li van provocar una sèrie d'úlceres hemorràgiques i el van decidir a canviar de feina.
El seu següent llibre, The Manchurian Candidate, combinava tots els elements que van definir les seves obres els 30 anys següents: conspiracions nefastes, sàtira, humor negre, indignació contra la corrupció política i financera als Estats Units, elements d'impressió extrets de thrillers i ficció d'espies, violència horrible i grotesca, i una obsessió amb els detalls del menjar, la beguda, i la vida ràpida. Aviat es va convertir, almenys durant alguns anys, en el centre d'un culte dedicat a les seves obres. A mesura que produïa cada vegada més llibres amb els mateixos temes centrals, però, aquest seguiment es va anar acabant i la seva reputació entre els crítics va disminuir. No obstant, durant les tres dècades següents Condon va produir obres que li van retornar el favor, tant dels crítics com del públic lector, com ara Mile High, Winter Kills, i el primer llibre dels Prizzi, Prizzi's Honor.
Dels molts llibres que es van convertir en pel·lícules de Hollywood, The Manchurian Candidate es va filmar dos cops. La primera versió, el 1962, protagonitzada per Frank Sinatra, Laurence Harvey, Janet Leigh, i Angela Lansbury, era molt fidel al llibre, i avui en dia és molt apreciada com a reflex de la manera de pensar d'aquella època. Janet Maslin, el 1996, va dir a The New York Times que era "possiblement la mostra de paranoia sobre la guerra freda més esfereïdora que s'ha filmat mai, tot i que avui en dia ha desenvolupat una mena d'innocència".

## El manual del ploracossos
Començant ja amb el seu primer llibre, The Oldest Confession, Condon solia posar al prefaci de les seves novel·les extractes de poemes trets d'un suposat Manual del ploracossos; aquests epígrafs presagiaven el tema del llibre o, en alguns casos, donaven títol al llibre. El Manual del ploracossos (The Keener's Manual, en anglès), no obstant, era un invent fictici de Condon i no existeix. El ploracossos és una persona que plora de forma professional als enterraments.
Cinc dels sis primers llibres de Condon deriven el seu títol d'aquest manual fictici, amb l'única excepció del seu llibre més famós, The Manchurian Candidate. No obstant, l'epígraf de The Manchurian Candidate, "I am you and you are me /and what have we done to each other?" ("Jo sóc jo i tu ets mi / i què ens hem fet l'un a l'altre?") és un tema recurrent en els llibres anteriors de Condon: en diverses formes, també apareix com a diàleg tant a The Oldest Confession com a Some Angry Angel. Entre altres epígrafs, l'últim vers de "The riches I bring you /Crowding and shoving, /Are the envy of princes: /A talent for loving." ("Les riqueses que et porto / Farcint i empenyent, / Són l'enveja dels prínceps: / Un talent per estimar") és el títol de la quarta novel·la de condon. La cinquena i la sisena, An Infinity of Mirrors i Any God Will Do, també deriven el títol d'extractes del manual.
Alguns anys més tard, la novel·la de 1988 de Condon Prizzi's Glory també tenia un epígraf del manual, el primer des de feia almenys una dotzena de llibres.

## Acusació de plagi
El 1998, una enginyera de programari californiana es va adonar que alguns paràgrafs de The Manchurian Candidate eren gairebé idèntics a algunes parts de la famosa novel·la de 1934 Jo, Claudi de l'escriptor anglès establert a Mallorca Robert Graves. Va comentar el suposat plagi al seu web, però el seu descobriment va passar desapercebut per gairebé tothom fins que Adair Lara, una redactora veterana del San Francisco Chronicle, va escriure un llarg article sobre l'acusació el 2003. Reproduint els paràgrafs qüestionats, també va demanar l'opinió d'un lingüista forense britànic, que va concloure que Condon havia plagiat sense cap mena de dubto almenys dos paràgrafs de l'obra de Graves. Llavors, ja havien passat més de set anys des de la mort de Condon, i l'article de Lara tampoc no va generar cap interès fora del Chronicle.
A Some Angry Angel, el llibre que va seguir The Manchurian Candidate, Condon fa una referència directa a Graves. En un fragment llarg i elaborat a la pàgina 25, Condon reflexiona sobre les "amants" i la seva relació—perifèrica, per al lector—amb els escrits de Graves sobre deïtats "masculines principals" i deïtats "femenines principals". Com que Angel es va publicar només un any després de Candidate, és per tant inqüestionable que Condon estava familiaritzat amb l'obra de Robert Graves.

## Obres
Tot són novel·les, excepte si es diui el contrari. No se n'ha traduït cap al català:
- The Oldest Confession, Appleton-Century-Crofts, New York, 1958, Library of Congress Catalog Card Number: 58-8662; Longman, London, 1959, com a The Happy Thieves
- The Manchurian Candidate, McGraw-Hill, New York, 1959, Library of Congress Catalog Card Number: 59-8533
- Some Angry Angel: A Mid-Century Faerie Tale, McGraw-Hill, New York, 1960, Library of Congress Catalog Card Number: 60-8826
- A Talent for Loving; or, The Great Cowboy Race, McGraw-Hill, New York, 1961, Library of Congress Catalog Card Number:61-10467; després se'n va fer una pel·lícula amb el mateix títol (1969) de la qual el mateix Condon en va fer el guió
- An Infinity of Mirrors, Random House, New York, 1964, Library of Congress Catalog Card Number: 64-17935
- Any God Will Do, Random House, New York, 1964, Library of Congress Catalog Card Number: 66-21462
- The Ecstasy Business, The Dial Press, New York, 1967, Library of Congress Catalog Card Number: 67-14467
- Mile High, The Dial Press, New York, 1969, Library of Congress Catalog Card Number: 77-80497
- The Vertical Smile (1971)
- Arigato (1972)
- The Mexican Stove (1973)—llibre de cuina coescrit amb la seva filla Wendy Bennett
- And Then We Moved to Rossenarra: or, The Art of Emigrating, The Dial Press, New York, 1973, PS3553.0487z5—memòries
- Winter Kills (1974)
- The Star-Spangled Crunch (1974)
- Money Is Love (1975)
- The Whisper of the Axe (1976)
- The Abandoned Woman (1977)
- Death of a Politician (1978)
- Bandicoot (1979)
- The Entwining (1981)
- Prizzi's Honor (1982)
- A Trembling upon Rome (1983)
- Prizzi's Family (1986)
- Prizzi's Glory (1988)
- Emperor of America (1990)
- The Final Addiction (1991)
- The Venerable Bead (1992)
- Prizzi's Money (1994)

## Adaptacions al cinema de novel·les de Condon
- L'últim xantatge (The Happy Thieves), de The Oldest Confession, 1961
- El missatger de la por (The Manchurian Candidate), 1962
- A Talent for Loving, 1969
- L'hivern assassí, de Winter Kills, 1979
- L'honor dels Prizzi (Prizzi's Honor), 1985
- The Manchurian Candidate, 2004